# Kernramp van Tsjernobyl

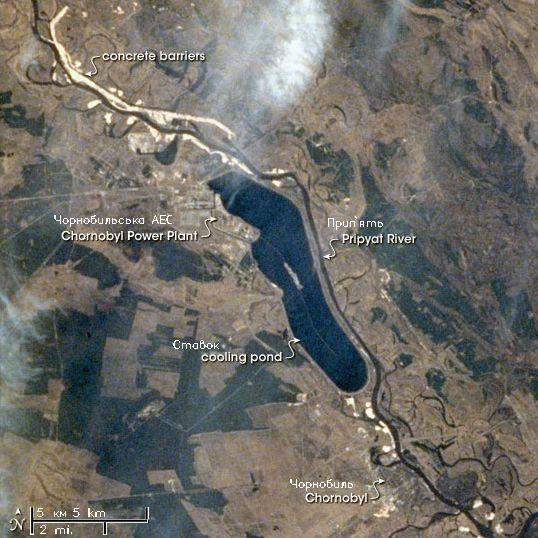
Regio rond Tsjernobyl

De kernramp van Tsjernobyl is de grootste kernramp die ooit heeft plaatsgevonden. Het ongeval gebeurde op 26 april 1986 nabij de Oekraïense (toen nog deel van de Sovjet-Unie) steden Tsjernobyl en Pripjat, vlak bij de grens met Wit-Rusland. Reactor 4 van de kerncentrale explodeerde bij dit ongeluk na het uitvoeren van een test. Dit gebeurde midden in de nacht, toen de meeste inwoners van Tsjernobyl en Pripjat sliepen.

## Achtergrond

Ligging van de kerncentrale binnen Oekraïne en Europa

De stad Tsjernobyl ligt aan de rivier de Pripjat in het noorden van Oekraïne, niet ver van de grens met Wit-Rusland. Voor de ramp telde de stad ongeveer 15.000 inwoners. In 1970 werd ongeveer 15 kilometer noordelijker de stad Pripjat, vernoemd naar de naastgelegen rivier, gesticht. Deze stad diende als ‘atomgrad’: een woonplaats voor iedereen die direct of indirect via werk verbonden was aan de naastgelegen kerncentrale. Ten tijde van de ramp in 1986 telde deze stad bijna 50.000 inwoners.
Hoewel de kerncentrale feitelijk naast de grotere stad Pripjat ligt, is de naam Tsjernobyl (de naam van de centrale, vernoemd naar de verderop gelegen oudere stad) verbonden geraakt met het ongeval op zaterdag 26 april 1986. Het was het zwaarste ongeval met een kerncentrale, waarbij de grootste ongecontroleerde uitstoot van radioactieve stoffen in het milieu ooit geregistreerd door civiele kerncentrales werd veroorzaakt. Uit veiligheidsoverwegingen en ter bescherming van de gezondheid is het in 2025 nog steeds niet toegestaan om zonder toestemming de vervreemdingszone te betreden.
Na de ramp en evacuatie werd het in een straal van 30 km rondom de kerncentrale verboden om er zonder toestemming te wonen (de vervreemdingszone). Ook mogen er geen landbouwproducten worden geproduceerd vanwege de overal nog aanwezige radioactieve isotopen binnen het gebied die door de voedselgewassen kunnen worden opgenomen. De mate van ioniserende straling binnen dit gebied verschilt per locatie en moment, variërend van <0.02 microsievert/uur (vergelijkbaar met de natuurlijke achtergrondstraling) tot >12 microsievert/uur (ter vergelijking: een gemiddelde stralingsdosis van 11,5 µSv/u bij voltijdse werkuren zou overeenkomen met de wettelijke limiet voor beroepshalve blootgestelde personen). Bepaalde objecten die kort na de ramp zijn ingezet, zoals graafmachines, kunnen nog meer dan 300 µSv/u uitstralen. Het gemiddelde niveau van radioactiviteit is sinds 1986 afgenomen, deels een gevolg van opruimingswerkzaamheden en deels van de natuurlijke halfwaardetijd van bepaalde radioactieve isotopen. Mede hierom wordt gesproken over het verkleinen van de vervreemdingszone en het weer openstellen voor bewoning en andere activiteiten.
Er werken in 2021 nog circa zevenduizend mensen binnen het gebied, waarvan de meesten er het grootste deel van de tijd ook wonen. Daarnaast keerde er een handvol van de oorspronkelijke bewoners terug na de ramp, maar deze groep krimpt gezien de inmiddels hoge gemiddelde leeftijd. Jaarlijks wordt het gebied ook bezocht door duizenden toeristen, met een piek van 124.000 bezoekers in 2019.
De kernramp van Tsjernobyl was niet het eerste nucleaire ongeval in de Sovjet-Unie. Rondom de opwerkingsfabriek Majak in Rusland zijn in de jaren vijftig en zestig van de 20e eeuw twee grote en diverse kleine nucleaire ongelukken geweest waarbij eveneens grote hoeveelheden radioactieve stoffen over meer dan 26.000 km² bewoond gebied werden verspreid. De stralingsdosis veroorzaakt door het ongeval bij Tsjernobyl was echter een veelvoud van de gemeten dosis veroorzaakt door alle overige stralingsongevallen tezamen.

## De kernramp

### Proef

Schema van een RBMK

In de nacht van 26 april 1986 werd in kernreactor nummer 4 van het complex een test uitgevoerd. Een test was eigenlijk voorzien voor de dagploeg daags voordien (op 25 april), maar moest worden uitgesteld omdat een andere elektriciteitscentrale uitgevallen was. Daarom moest de avondploeg, zonder voorbereiding, testen of de generator bij uitschakelen van de reactor nog genoeg vermogen gaf om de koelinstallatie te laten werken gedurende de 40 tot 60 seconden die de noodaggregaten nodig hadden om op te starten. Door een bedieningsfout of technisch toestelfalen ging de reactor op een gegeven moment onbedoeld in een bijna-shut-downregime: het warmtevermogen viel terug tot 30 megawatt, veel minder dan de vereiste 700 MW die nodig was voor de test. Door de snelle daling van het vermogen ontstond in de reactor een grote hoeveelheid jodium-135 en daaruit xenon-135, dat neutronen absorbeert (een zogeheten neutronengif) en daardoor de kernreacties vermindert. De operatoren haalden daarop regelstaven omhoog. Nu steeg het vermogen tot 200 MW, nog altijd minder dan de 700 MW die nodig was om de geplande test uit te voeren. De test werd toch doorgezet, en op 26 april om 01:05 uur schakelden de operatoren de waterpompen in. Doordat water ook neutronen absorbeert, zakte het vermogen nog verder. De operatoren haalden hierop 20 van de 26 handbediende controlestaven omhoog. Doordat er nog maar 6 van de 26 controlestaven in de kern aanwezig waren, ging er een automatische noodstop af, aangezien dit een overtreding is van de uitbatingslimiet. Om 01:23 uur sloot hierdoor de stoom naar de turbines af waardoor het waterdebiet verminderde, de temperatuur van het water steeg en dus daalde de absorptie van neutronen. Vervolgens is er de vorming van stoombellen (voids), deze leveren problemen aangezien neutronen kunnen rondbewegen hierin zonder interacties aan te gaan. Door de stoombellen nam de absorptie van neutronen verder af, waardoor het vermogen steeg. Alsook de opgebouwde neutronengiffen brandden af en zorgden voor een toenemend vermogen (Te-135, I-135, Xe-135, Pm-149, Sm-149).
Om 01:23:45 uur drukte een operator op knop AZ-5 (SCRAM) voor een snelle noodstop, om zowel controle- als regelstaven in de reactorkern te laten vallen. Het mechanisme om de staven in te brengen had hiervoor 20 seconden nodig. Door een verkeerd ontwerp van de regelstaven (met een punt van grafiet) werd eerst het water verdreven voor ze zelf een remmende invloed konden uitoefenen. Hierdoor nam het vermogen in de onderste helft van de kern nog verder toe. Er volgde een explosie, waardoor de veiligheidsstaven klem kwamen te zitten op een derde van hun koers. De kettingreactie kon hierdoor niet meer verder geremd worden, en het reactorvermogen nam zeer snel toe. Om 01:23 uur bereikte de reactor 30 GW; tien keer zijn normale vermogen van 3 GW. De brandstofstaven smolten, en de druk steeg en veroorzaakte een stoomontploffing, die het 2000 ton zware dak van de reactor wegblies. Door de binnenstromende lucht vlogen de hete moderatorelementen, die van grafiet waren gemaakt, in brand. De grafietbrand voerde een radioactieve rookwolk en de fissieproducten in de atmosfeer. Bij de brand en de explosie kwamen 2 mensen om. In de directe nasleep overleden nog 28 reddingswerkers aan stralingsziekte. De ramp werd later bestempeld als INES 7, het hoogste niveau in ernst voor ongevallen in betrekking tot ioniserende straling.

### Eerste meldingen en verspreiding

Kaart van de besmette gebieden in 1996

De Sovjet-Unie bleef in eerste instantie zwijgen over de ramp. De eerste melding van het ongeluk, op 27 april, kwam dan ook niet van de Sovjetautoriteiten, maar van Zweedse onderzoekers. Zij hadden een grote wolk met radioactief materiaal opgemerkt, die door de wind richting het noorden en het noordwesten werd gedreven en zich ondertussen boven heel Scandinavië had verspreid. Op 28 april ontstonden de eerste vermoedens dat de radioactiviteit uit de Sovjet-Unie kwam nadat enkele toeristen uit Finland geruchten over de ramp uit Kiev hoorden. De meeste neerslag met radioactieve stofdeeltjes kwam vrij gedurende de eerste tien dagen na het ongeluk. Rond 2 mei bereikte de radioactieve wolk Nederland en België.
Deze fall-out van het ongeluk trok over een groot deel van Europa. In Nederland kreeg het RIVM de opdracht om meer metingen te doen dan normaal. Er werd een graasverbod ingesteld om besmetting van melk te voorkomen. Tevens mocht net geoogste bladgroente niet verkocht worden. In België werd eerst geen enkele maatregel genomen, pas de dag erna kwam een advies om groenten extra te wassen en voor boeren om dieren op stal te houden. Weerman Armand Pien stelde later dat hij in zijn weerbericht niet mocht zeggen hoe hoog de straling van de radioactieve wolk was. Zijn toenmalige bron bij het KMI stelde later dat Pien zich had vergist in de cijfers die hij aan hem had doorgegeven, die in werkelijkheid veel lager waren. In sommige landen rond Oekraïne werden joodtabletten verstrekt, om te voorkomen dat mensen in hun schildklier radioactief jood op zouden nemen.
Volgens de Duitse stralingsbioloog Edmund Lengfelder werden ook in Duitsland grote delen van het land besmet. In 2011 stelde hij dat als gevolg daarvan het wild nog steeds radioactief besmet was, en dat paddenstoelen uit het wild in die streken 25 jaar na de ramp nog steeds niet veilig konden worden gegeten door het bevatten van radioactief cesium-137. De aanwezigheid van cesium-137 in wilde paddenstoelen in Duitsland is richting 2021 afgenomen, mede omdat dit isotoop een halfwaardetijd heeft van ongeveer 30 jaar. Volgens het Duitse Federaal Bureau voor Stralingsbescherming is er geen direct gezondheidsrisico bij consumptie van wilde paddenstoelen (in normale hoeveelheden), het Duitse ministerie van Milieu raadt aan niet meer dan 250 gram wilde paddenstoelen per week te consumeren in de getroffen gebieden.

### Nasleep en sluiting centrale

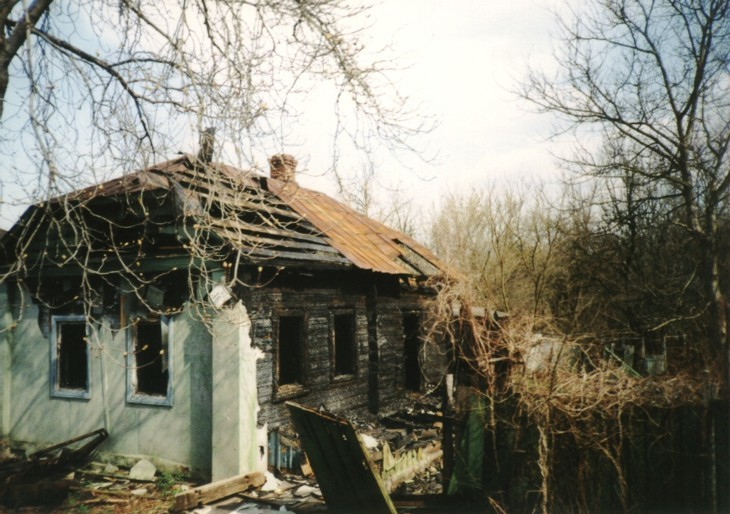
Een na de ramp verlaten huis nabij Tsjernobyl in 2001

Na de explosie in de reactor was de eerste zorg om de brand te blussen, die was ontstaan na de ontbranding van grafiet en waterstofgas. Er was echter ook radioactief materiaal de omgeving in geworpen. In eerste instantie zette de Sovjet-Unie op afstand bestuurbare wagens in om het radioactieve puin op te ruimen, maar de te hoge straling maakte deze wagens onbruikbaar. Hierdoor werden puinruimers (liquidators) ingezet, die niet langer dan veertig seconden mochten ruimen. Tijdens het puinruimen werden de liquidators aan een enorm hoge stralingsdosis blootgesteld. Dit waren veelal dienstplichtige soldaten, die in die veertig seconden een hogere stralingsdosis opliepen dan een gemiddeld persoon in zijn hele leven.
Pas 33 uur na de ramp kwam de evacuatie van de directe omgeving op gang. Na tien dagen waren circa 135.000 mensen geëvacueerd uit een gebied met een straal van 30 km rond de reactor, dat intussen tot verboden gebied werd verklaard. Ongeveer 3500 inwoners weigerden het gebied te verlaten. De 30 kilometerzone, ook wel "vervreemdingszone" (Oekraïens: Zona Vidtsjoezjennja) genoemd, is sinds 15 augustus 2012 volgens Oleg Bondarenko, lid van de regeringscommissie die over Tsjernobyl gaat, weer bewoonbaar omdat de straling genoeg is gedaald. Wel blijft het bij wet verboden om in het gebied te wonen. Men beschouwt groenten en fruit uit het gebied nog steeds als ongeschikt voor menselijke consumptie vanwege de nog aanwezige radioactieve isotopen.
Nadat de brand geblust was en de grote brokken radioactief materiaal in de krater waren geworpen, werd reactor 4 ingepakt in een betonnen sarcofaag, die in november 1986 klaar was. De overige drie reactoren werden na verloop van tijd weer in bedrijf gesteld. De bouw van reactor 5 en 6 werd in 1989 gestaakt.
De ramp bracht het imago van kernenergie een flinke klap toe.
Nadat Oekraïne in 1991 onafhankelijk was geworden van de Sovjet-Unie, stond de nieuwe regering onder grote internationale druk om de energiecentrale, die 5% van het land van energie voorzag, te sluiten. Na een ontmoeting met de Amerikaanse president Bill Clinton werd besloten de reactoren nog voor het begin van de winter van 2000 te sluiten. Slechts dagen voor de sluiting probeerde het Oekraïense parlement de sluiting nog uit te stellen naar het voorjaar van 2001, maar op vrijdag 15 december 2000 werd de energiecentrale in Tsjernobyl voorgoed gesloten.
In 1995 vroeg Oekraïne 900 miljoen dollar aan de G7-landen om de Tsjernobylinstallatie permanent stil te kunnen leggen. In 1997 sloten Oekraïne en de Europese Bank voor Wederopbouw en Ontwikkeling een overeenkomst over de oprichting van een beschermingsfonds voor Tsjernobyl en voor de financiering van een uitvoeringsplan om een blijvend omhulsel voor de centrale te bouwen, een sarcofaag. Pas daarna is men overgegaan tot de sluiting van eenheden 1 en 3.
De sarcofaag uit 1986 werd wegens de hoge stralingsniveaus in grote haast gebouwd en vertoonde al snel scheuren. Daarom werd besloten om een betere sarcofaag over de oude heen te bouwen. De bouw hiervan ging begin maart 2012 van start. Het project kostte circa twee miljard euro en werd eind november 2016 afgerond.
Op 10 april 2015 werd een begin gemaakt met de ontmanteling van de drie centrales nummers 1, 2 en 3. Hiervoor was door de Oekraïense regering een bedrag van omgerekend 28,5 miljoen euro uitgetrokken.

## Slachtoffertal

Geschat aantal doden. Dit omvat sterfgevallen door het ongeluk, als gevolg van blootstelling aan hoge straling en (op lange termijn) als gevolg van blootstelling aan lage straling

Twee werknemers van de centrale kwamen om het leven als gevolg van de ontploffing in de kerncentrale en de directe nasleep hiervan. Daarnaast overleden 28 reddingswerkers aan de gevolgen van stralingsziekte, van de in totaal 134 reddingswerkers die dit hadden opgelopen tijdens de hulpverlening bij de ramp. Over verdere slachtofferaantallen lopen de schattingen uiteen, omdat op langere termijn lastiger is vast te stellen in hoeverre een sterfgeval een gevolg is van de ramp.
Naast sterfgevallen leidde de ramp ook tot andere gezondheidseffecten. Bovendien werden ook andere vormen van leed berokkend aan de getroffen bevolkingsgroepen, waaronder de verstrekkende maatschappelijke en economische gevolgen.

### Schatting van het aantal slachtoffers door de WHO
Literatuuronderzoek is gedaan door de Wereldgezondheidsorganisatie (WHO), die onder de Verenigde Naties (VN) valt. In 2006 is het rapport door de WHO uitgebracht. Onder de 600.000 mensen die ten gevolge van deze kernramp de hoogste stralingsdosis opgelopen hebben (de ‘liquidatoren’, de mensen die zijn geëvacueerd uit de ‘uitsluitingszone’ van 30 km en de huidige bewoners van de strictly controlled zones [meer dan 15 Ci/km²]), zullen naar schatting in totaal zo'n 4000 doden vallen. Van de 6,8 miljoen mensen uit overige besmette gebieden (die gemiddeld ten gevolge van de ramp een dosisequivalent van 7 mSv opgelopen hebben) zullen naar verwachting in totaal circa 5000 mensen overlijden. Met name deze laatste schattingen zijn onnauwkeurig, omdat het merendeel van de extra doden ten gevolge van kanker, veroorzaakt door de ramp, te klein is ten opzichte van het aantal mensen dat sowieso zal overlijden aan kanker.

### Discussie over de schattingen
In april 2006 bracht Greenpeace een eigen rapport uit over de kernramp, waarin gesteld werd dat het aantal aan de ramp gerelateerde overlijdens aan kanker rond de 93.000 zou liggen – tegenover de 4.000 tot 9.000 extra sterfgevallen als gevolg van kanker die in het VN-rapport werden genoemd – en het totale aantal doden rond de 200.000.
Eveneens in april 2006 brachten de Europese Groenen in het Europees Parlement een ander alternatief rapport uit dat tot veel verdergaande conclusies komt dan het rapport van het Internationaal Atoomenergie Agentschap. De studie, The Other Report on Chernobyl (TORCH) oftewel 'Het andere rapport over Tsjernobyl', komt tot de slotsom dat 40% van de oppervlakte van Europa besmet werd met meer dan 4000 becquerel per vierkante meter en dat de gevolgen nog steeds zeer verstrekkend zijn. Zo gelden er volgens TORCH voor 374 boerderijen in Groot-Brittannië (anno 2019) nog steeds beperkende maatregelen en heeft ook veeteelt in Finland en Zweden nog steeds te kampen met de gevolgen van de ramp. Ook stelt het TORCH-rapport dat de Tsjernobyl-ramp zal leiden tot tussen de 30.000 en 60.000 bijkomende doden als gevolg van kanker alleen.
Het verschil in resultaten met de officiële VN-resultaten, komt doorgaans door de interpretatie van de gevolgen van kleine stralingsdoses. Het meest gangbare risicomodel voor stralingsdoses gaat uit van een lineaire (evenredige) relatie tussen dosis en effect. X keer zoveel straling betekent dan eenzelfde X keer zo grote kans op kanker. Het gaat bovendien alleen uit van externe straling, waarbij het effect van radioactieve stoffen die men op andere wijzen heeft binnengekregen, zoals inhalatie, niet is betrokken.
Bij grote doses functioneert dit model goed en voorspelt het accuraat het extra aantal kankergevallen. Maar bij heel lage stralingsdoses gaat dit model niet op. Negeert men dit feit, en past men het model toe op een grote groep van mensen die een zeer lage dosis heeft ontvangen, dan kan dit leiden tot grove overschattingen van de gevolgen. De dosis-effectrelatie voor zeer kleine doses is onderwerp van studie. Statistische volksgezondheidsstudies zullen doorgaans niet geschikt zijn om effecten van zeer kleine doses zichtbaar te maken, omdat van de wereldbevolking zo'n 25 tot 30 procent van nature aan kanker overlijdt. Zouden er een aantal extra gevallen zijn ten gevolge van lage doses, dan zou dat op deze grote aantallen van ‘natuurlijke’ kankergevallen in het geheel niet aan te tonen zijn, omdat in het geval van een individuele patiënt nooit aan te tonen is of de ziekte door straling is ontstaan of niet (laat staan door natuurlijke achtergrondstraling of door Tsjernobyl).

### Tsjernobyl sinds de ramp

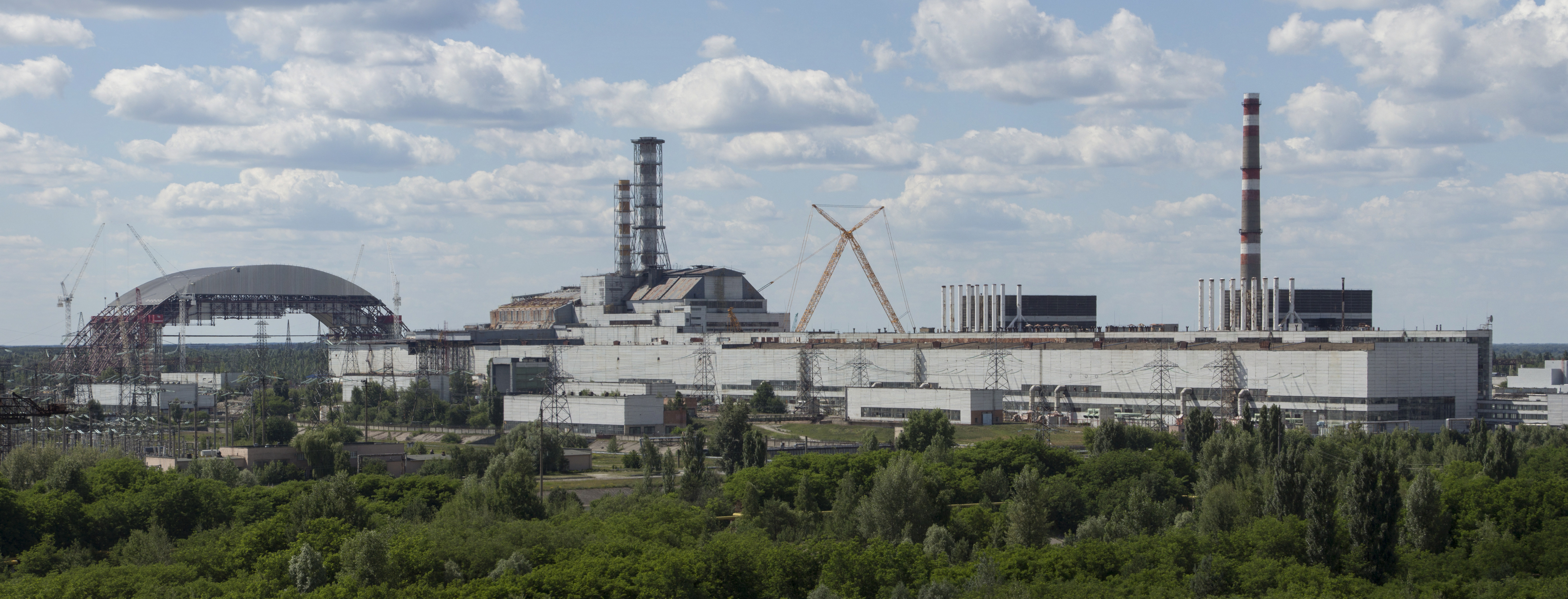
Het terrein in 2013 met links de nieuwe sarcofaag

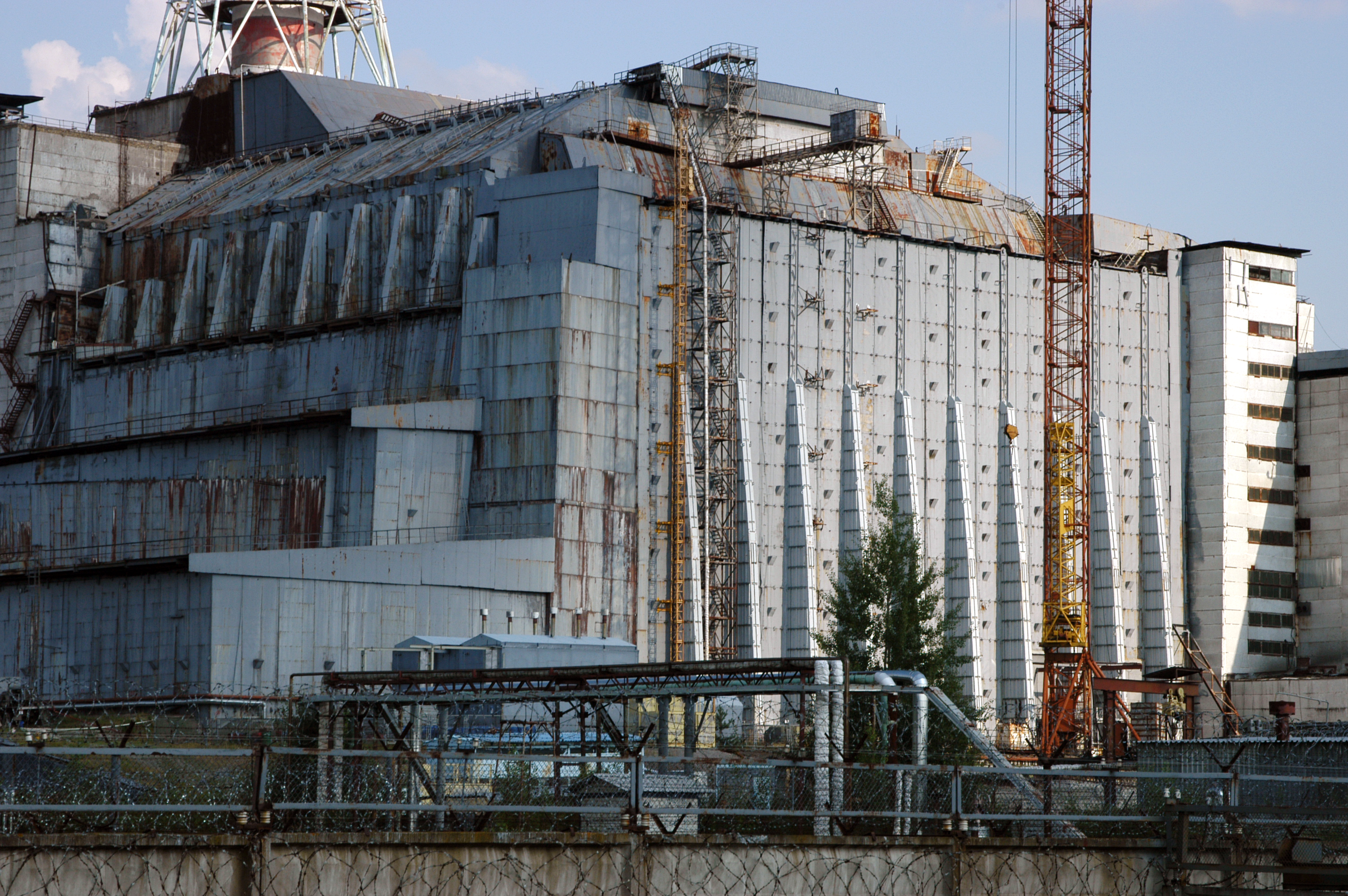
Sarcofaag Tsjernobyl

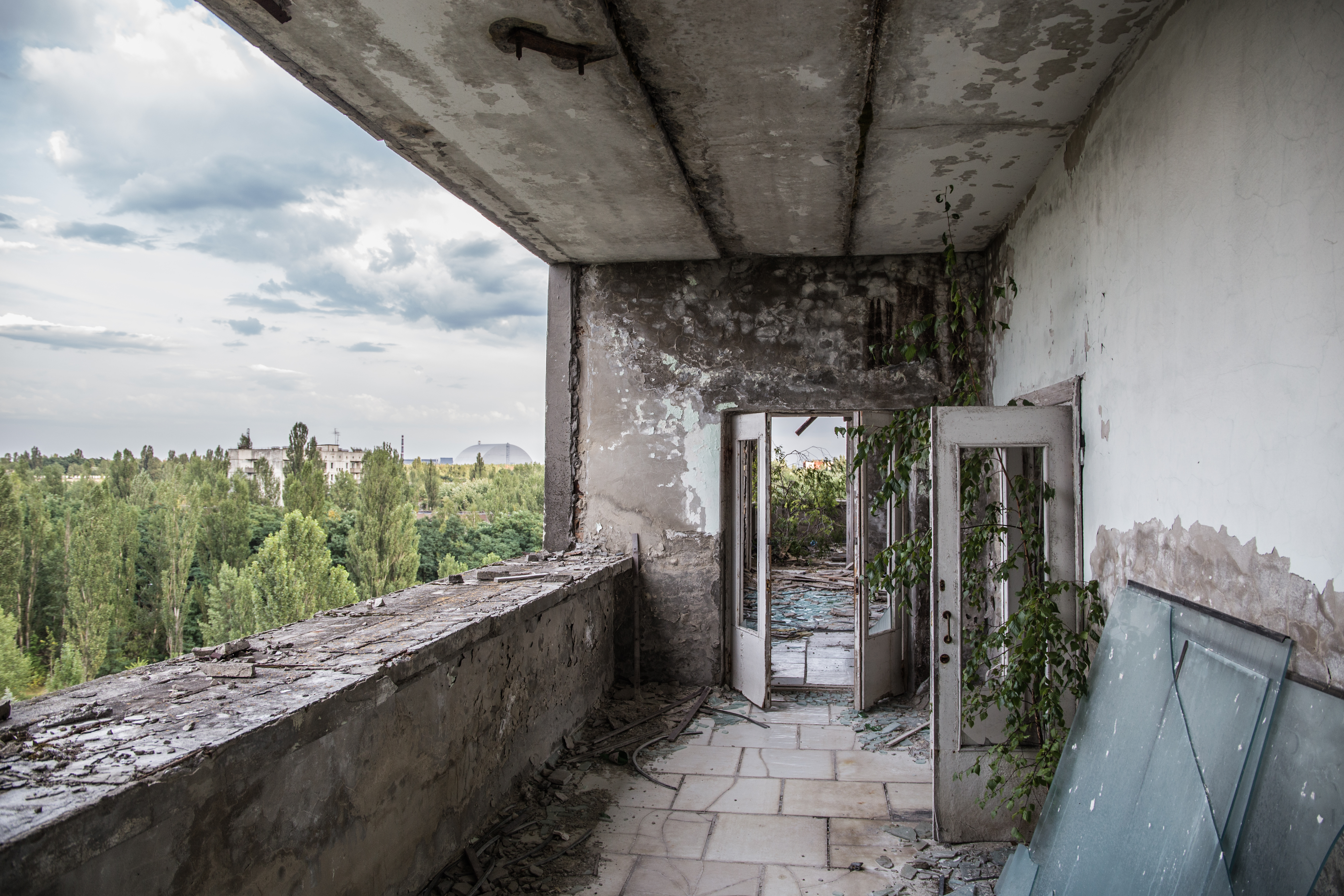
Voormalig hotel in Pripjat, op de achtergrond de kerncentrale